# Toleranzedikt (Brandenburg)

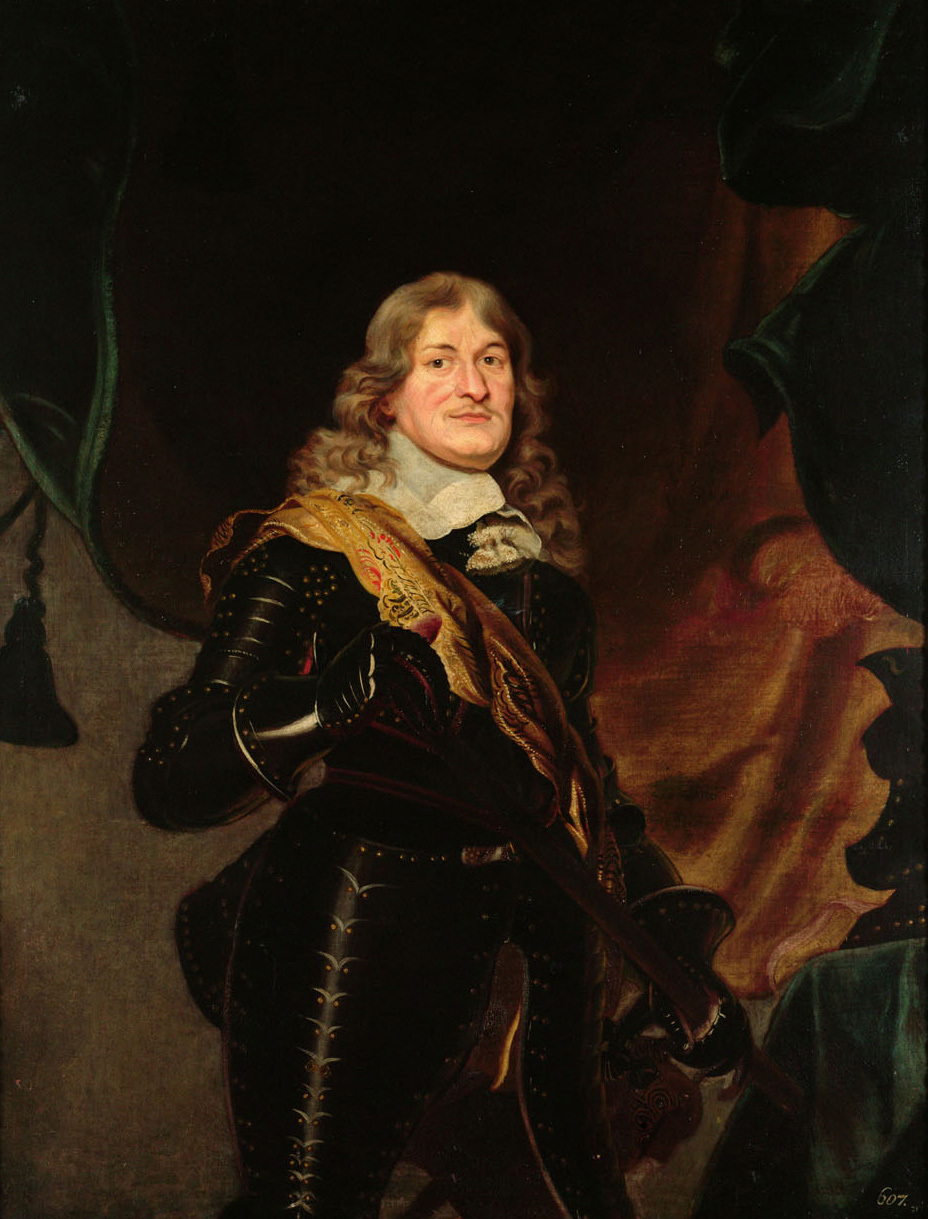
Kurfürst Friedrich Wilhelm, der große Kurfürst

Das Brandenburgische Toleranzedikt wurde am 16. September 1664 von Kurfürst Friedrich Wilhelm I. erlassen und regelte die Beziehungen der lutherischen und reformierten Konfessionen auf landesherrlicher Basis.
- Das Edikt verbot den Lutheranern und den Reformierten (Calvinisten), namentlich ihren Theologen, öffentliche Kritik von der Kanzel an den Lehren der jeweils Andersgläubigen zu üben.
- Die Bekenntnisschriften der evangelisch-lutherischen Kirche wurden in ihrer Geltung eingeschränkt hinsichtlich der Abgrenzungen gegenüber der calvinistischen Lehre. Faktisch wurde damit die Geltung der Konkordienformel aufgehoben.

Im Edikt des reformierten Kurfürsten erblickte ein Teil der lutherischen Theologen eine Benachteiligung der eigenen Partei und leistete erbitterte Gegenwehr.

## Vorgeschichte
Bereits Kurfürst Johann Sigismund, der vom Luthertum zum Calvinismus übergetreten war und damit große Unruhe im Land hervorgerufen hatte, verfügte 1614 in Soldin, dass aggressive Polemik zwischen den protestantischen Konfessionen verboten sein sollte. Dem Toleranzedikt von 1664 war ein ebensolches vom Jahre 1662 vorangegangen. Dieses erste Toleranzedikt verbot ebenfalls die gegenseitige Kanzelpolemik (Kritik an der jeweils anderen Lehre). Darüber hinaus sollten nur noch solche Kandidaten zum Pfarramt zugelassen werden, die im Sinne der Irenik zu handeln gedachten. Maßgeblich war hier das Programm des Heidelberger Reformierten David Pareus mit dem Ziel, Glaubensgegensätze zwischen Reformierten und Lutheranern zu überbrücken, um eine gemeinsame Front gegen die Katholische Kirche zu schaffen. Darüber hinaus wurde den Kandidaten ein Studium in Wittenberg verboten, das als lutherische Hochburg der Reformation schlechthin galt.
Dieses Ansinnen stieß bei der lutherischen Orthodoxie auf Widerstand:
- Der Kurfürst betrieb eine konsequent reformierte Kirchenpolitik und förderte den Calvinismus durch Siedlungspolitik, Kirchenbauten und andere Maßnahmen. Die Lutheraner sahen sich an den Rand gedrängt.
- Die (hauptsächlichen) trennenden Glaubenssätze fanden sich im Bereich der Christologie, der Abendmahlslehre und der Prädestinationslehre. Nach reformierter Sicht erschien es möglich, der Abendmahlslehre den Status einer „zweitrangigen Lehrposition“ zuzuweisen. Für Lutheraner bildete die Lehre vom Sakrament des Altars jedoch ein Zentrum ihres Glaubens und ihrer Frömmigkeit.
- Ein Bündnis gegen die römisch-katholische Kirche scheiterte deshalb, weil die lutherischen Theologen sich stets gleichermaßen im Gegenüber zu römisch-katholischen wie auch zu reformierten Lehren verstanden.
- Die Position der Irenik vermische – so die lutherische Kritik – letztlich die Glaubenssysteme (Synkretismus), was nach lutherischem Verständnis eine Übereinstimmung lediglich suggeriert, die aber in Wahrheit nicht besteht und daher nicht statthaft ist.

Wegen der massiven Kritik am Toleranzedikt von 1662 seitens der Lutheraner fanden im Winter 1662/63 die Berliner Religionsgespräche statt. Angesichts der problematischen Inhalte des Toleranzedikts führten diese zu keiner Einigung.

## Wirkung
Zu den stark lutherisch geprägten Theologen, die eine Unterzeichnung des Toleranzediktes verweigerten und damit ihre Anstellung verloren, zählte auch der Kirchenliederdichter Paul Gerhardt.